# Celosia hastata
Celosia hastata är en amarantväxtart som beskrevs av Lopr. Celosia hastata ingår i släktet celosior, och familjen amarantväxter. Inga underarter finns listade i Catalogue of Life.